# Велуша-Породин

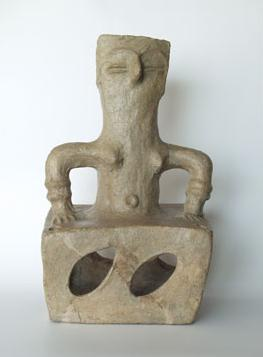
Фигура «Великой матери».

Культура Велуша-Породин — археологическая культура, существовавшая в эпоху неолита на территории республики Македония. Была периферийной культурой балкано-анатолийского ансамбля, выработавшая свои особенные черты. Появилась в Пелагонии, изолированной долине на юго-западе страны, и получила название по двум археологическим памятникам, Велуша и Породин, расположенным на берегах реки Црна. Возникла около 5500 г. до н. э. и состоит из 4 стадий (Велуша-Породин I—IV).
Жилища данной культуры имели четырёхугольную планировку, реже — трапециевидную. Стены были выполнены из самана, пол был покрыт глиной. Обнаружено лишь незначительное количество орудий из камня — большей частью они изготавливались из кости. Погребальные обряды очень плохо изучены. Керамика чаще всего имела сферическую форму с удлинённым горлом, красного цвета, украшенная треугольными мотивами, выполненными белой краской. Также обнаружены своеобразные терракотовые алтари, статуэтки «Великой матери» — маленькие изображения домов с телом женщины вместо печной трубы. Наконец, данная культура характеризуется изготовлением многочисленных статуэток с удлинённой шеей, иногда сидящих.
Фаза I характеризуется сосудами на конических ножках, а также орнаментом в виде цифры «3», которые встречаются также на фазе II. Полосы и овалы — особенности фаз III и IV. Фаза IV характеризуется глиняными мотивами, налепленными на стенках (сосудов). Изображения «Великой матери» очень часто изготавливались на фазе III.